# Gladys Kazadi
Gladys Kazadi (ur. 20 kwietnia 1994 w Nivelles) – belgijska polityczka pochodzenia kongijskiego. Członkini Parlamentu Regionu Stołecznego Brukseli od 2019 roku.

## Życiorys
Kazadi urodziła się 20 kwietnia 1994 w Nivelles. W 2009 roku była mistrzynią Brukseli w biegach przez płotki na 300 metrów.

### Edukacja i kariera zawodowa
Szkołę średnią ukończyła w Jette. Ukończyła studia licencjackie na UCLouvain Saint-Louis Bruxelles oraz studia magisterskie z nauk politycznych i stosunków międzynarodowych na Université catholique de Louvain.

### Działalność polityczna
Od października 2018 roku była członkinią rady belgijskiej gminy Berchem-Sainte-Agathe w Okręgu Stołecznym Brukseli. W wyborach regionalnych w 2019 roku uzyskała mandat członkini Parlamentu Regionu Stołecznego Brukseli. Uzyskała reelekcję w wyborach regionalnych w 2024 roku.
Od 29 stycznia 2020 do 31 grudnia 2021 roku była członkinią Rady Wspólnoty Francuskiej.
Jest przewodniczącą klubu partii Les Engagés w brukselskim parlamencie, a od 2022 roku jej krajową wiceprezeską. Jest pierwszą w historii kobietą pochodzącą z Afryki Subsaharyjskiej na stanowisku członka zarządu partii w Belgii.

### Pozostała działalność
Ma trójkę młodszego rodzeństwa. W 2021 roku urodziła córkę.